# Mathis Type M e PM
La Type M e la Type PM erano due autovetture di fascia medio-bassa, prodotte tra il 1923 ed il 1926 dalla Casa automobilistica francese Mathis.

## Profilo
Questi due modelli, assieme alle Type PS ed L, riprendevano l'eredità della Type S. Ma mentre le Type PS ed L si proponevano come evoluzione verso l'alto della Type S, le Type M e PM ne furono una evoluzione in chiave più economica.
Introdotte entrambe nel 1923, si distinguevano per una varietà di carrozzerie piuttosto ampia, che non arrivava ad essere pretenziosa come nel caso delle Type SB, ma neppure troppo esile come nel caso della Type S. Si trattava di una gamma più razionale, pensata tenendo presenti i possibili utilizzi ed i possibili gusti di una clientela che andasse a cercare una vettura di tale fascia di mercato. Per poter montare agevolmente tali carrozzerie senza rischiare di ottenere dei corpi vettura sgraziati, si utilizzarono diverse varianti di telaio, differenti tra loro nella misura del passo.
Si ebbero così per la Type M tre varianti di telaio, da 2.40, 2.50 e 2.75 m di interasse. La Type PM, invece, utilizzava un telaio più corto, da 2.30 di passo.
Le varianti di carrozzeria erano numerose, ma riconducibili sostanzialmente alle seguenti quattro: torpedo (a 2, 3 o 4 posti, più una versione commerciale), cabriolet, berlina (a 2 o 3 posti) e furgone.
La Type M e la Type PM montavano un motore a 4 cilindri da 995 cm³ di cilindrata, in grado di erogare una potenza massima di circa 14-15 CV. La distribuzione era a valvole laterali. A seconda del tipo di carrozzeria, più o meno aerodinamico e più o meno pesante, la velocità massima variava tra i 60 ed i 70 km/h.
Quanto alla trasmissione, entrambe le vetture erano munite di differenziale al retrotreno. La frizione era a dischi multipli in bagno d'olio. Il cambio era a 4 marce. L'impianto frenante, a tamburi, agiva unicamente sulle ruote posteriori.
Alla fine del 1924, la Type PM fu tolta di produzione, per essere sostituita dalle Type M a passo corto, che utilizzarono il pianale della Type PM.
Nel 1926, anche la Type M fu tolta di produzione: l'erede più immediata fu la Type MY, di cilindrata leggermente superiore, ma per vedere una nuova Mathis di cilindrata intorno al litro si sarebbe dovuto attendere fino al 1931, anno in cui fu lanciata la Type TY.